# Кахун, Александр Юрьевич
Александр Юрьевич Кахун (род. 11 апреля 1960, Уфа) — советский и российский актёр, радио- и телеведущий.

## Биография
Родился 11 апреля 1960 года в Уфе.
Окончил Театральное училище им. Б. В. Щукина в 1981 году.
Служит в «Современнике» с 1981 года.
Работает на радио, сделал передачи, посвящённые творчеству Константина Батюшкова, Эммануила Казакевича, Константина Воробьёва.
С 1 января 1998 по осень 2002 года был голосом канала ТНТ.
С декабря 2002 по июль 2005 года занимал аналогичную должность на спортивном канале 7ТВ. Сейчас является голосом канала «Моя планета». Помимо этого, часто озвучивает рекламные ролики.
Александр Кахун был 8 лет фактическим мужем Алёны Яковлевой.

## Театральные работы
«Современник»
- 1981 — «Кабала святош» — (М. Булгаков) — Захария Муаррон
- 1982 — «Три сестры» — (А. П. Чехов) — Андрей Прозоров
- 1983 — «Команда» — (С. Злотников) — Прилипала
- 1983 — «Восточная трибуна» — (А. Галин) — Олег Потехин
- 1983 — «Ревизор» (Н. В. Гоголь) — Трактирный слуга
- 1984 — «Риск» — (В. Гуркин) — Бакланов
- 1984 — «Дни Турбиных» (М. Булгаков) — Мышлаевский
- 1984 — «Кто боится Вирджинии Вульф?» (Э. Олби) — Ник
- 1984 — «Навеки девятнадцатилетние» (Г. Бакланов) — Гоша, Третьяков, Демиденко
- 1986 — «Вдова Капет» (Л. Фейхтвангер) — Ружмон
- 1986 — «Дороже жемчуга и злата» (Г. Соколова) — Царь Духов
- 1989 — «Крутой маршрут» (Е. Гинзбург) — Ельшин
- 1997 — «Предупреждение малым кораблям» (Т. Уильямс) — Билл Маккоркл
- 2000 — «Играем… Шиллера!» — Вильям Сесиль, барон Берли
- 2001 — «Ещё раз о голом короле» (Л. Филатов) — Кристиан
- 2004 — «Бесы» (Ф. М. Достоевский) — Шигалев
- 2005 — «Подлинная история М.Готье по прозвищу „Дама с камелиями“» (А. Дюма-сын) — Аукционист
- 2008 — «Шарманка» (А. Платонов) — Эдуард-Валькирия Гансен Стерветсен
- 2010 — «С наступающим…» (Р. Овчинников) — Человек[2]

## Фильмография
- 1980 — Коней на переправе не меняют — монтажник, поэт
- 1985 — Встреча перед разлукой — немецкий лётчик
- 1987 — Честь имею — Кирилл
- 1988 — Красное вино победы
- 1990 — Этот фантастический мир. Выпуск 16. Психодинамика колдовства — Мэт
- 1992 — Кто боится Вирджинии Вульф? — Ник
- 1993 — Поезд в Калифорнию
- 1993 — Раскол — Леонид Борисович Красин
- 1994 — Лимита
- 2000—2003 — Тайны дворцовых переворотов — Лесток
- 2006 — Русское средство
- 2008 — Срочно в номер — бизнесмен Пташук
- 2009 — Бумеранг из прошлого — Валентин Николаевич Никешин, профсоюзный босс
- 2023 — Нюрнберг — лорд Лоуренс

## Озвучивание
- 2008 — Тунгусская соната (документальный фильм)